# Calle Spring (línea de la Avenida Lexington)
Para la estación con el mismo nombre de las líneas de la 8.ª Avenida y la Naranja del Metro de Nueva York y Tranvía de San Diego, véase: Calle Spring y Calle Spring.
 Astor Place es una estación en la línea de la Avenida Lexington del Metro de Nueva York de la A del Interborough Rapid Transit Company. La estación se encuentra localizada en el barrio Little Italy en Manhattan y entre la Calle Spring y la Calle Lafayette. La estación es servida en varios horarios por diferentes trenes de los servicios ,  y .

## Galería

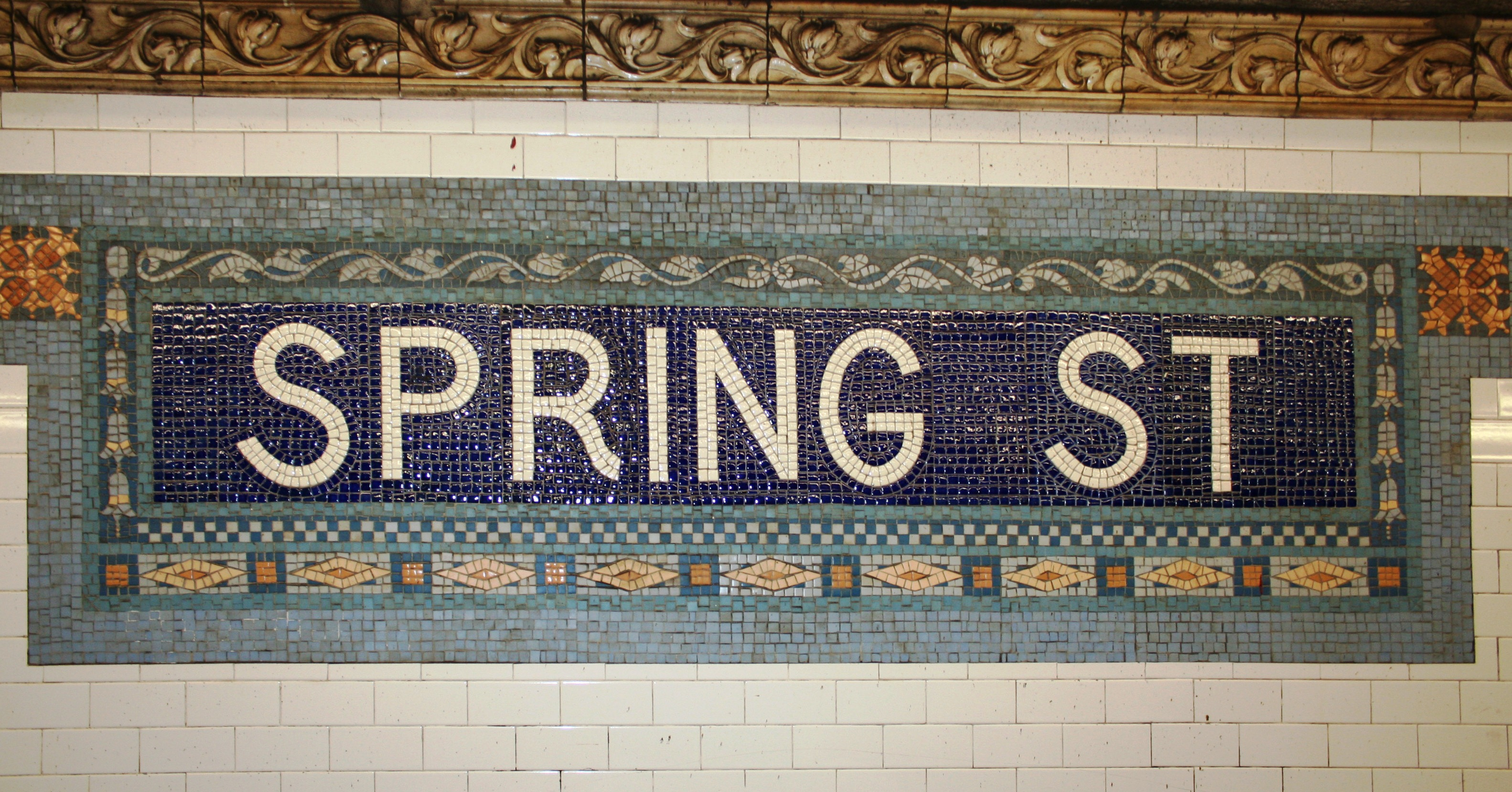
Tableta por Heins & LaFarge/Manhattan Glass Tile Company (1904)
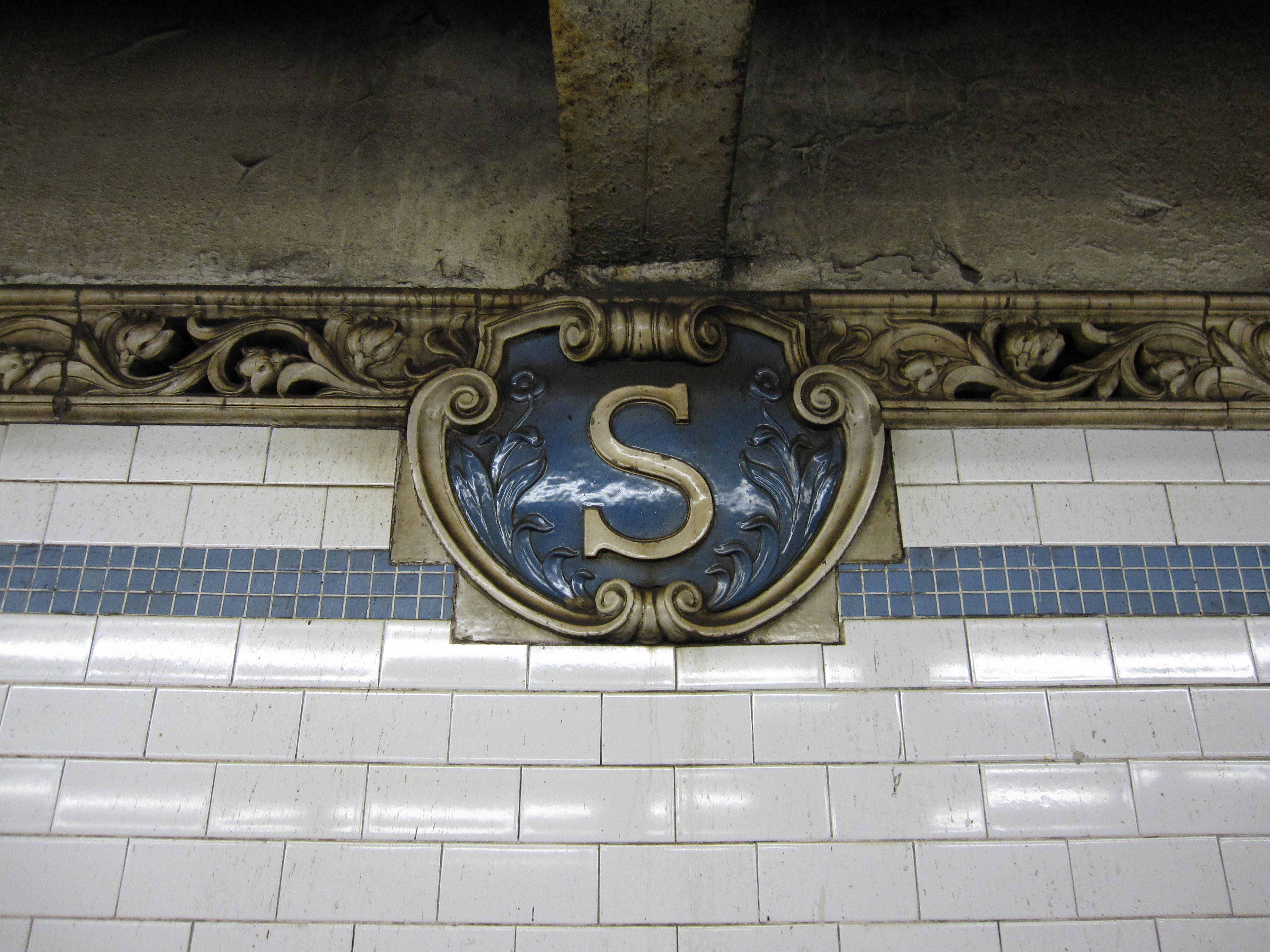
Letra "S", Atlantic Terra Cotta (1904)

## Cultura popular
Esta estación salió en la película de 2008 Cloverfield. Aunque la escena no fue fulmada ahí.